# Rise of the Cybermen
"Rise of the Cybermen" é o quinto episódio da segunda temporada da série britânica de ficção científica Doctor Who. Exibido pela primeira vez em 13 de maio de 2006 na British Broadcasting Corporation (BBC), o episódio foi dirigido por Graeme Harper, que se tornou a primeira pessoa a dirigir um episódio tanto da série clássica quanto da retomada da série em 2005. "Rise of the Cybermen" é a primeira parte de uma história divida em duas partes, sendo "The Age of Steel" seu episódio complementar.
No episódio, o Doutor—um alien viajante do tempo interpretado por David Tennant—e seus companheiros Rose Tyler (Billie Piper) e Mickey Smith (Noel Clarke) chegam em um universo paralelo onde Rose descobre que seu pai está vivo e rico, Mickey encontra seu eu alternativo e o Doutor descobre que um de seus inimigos mais antigos e mortais está prestes a renascer: o Cyberman.

## Enredo
O Doutor e Rose lembram suas viagens no tempo na frente de Mickey, que se sente excluído. De repente, a TARDIS sofre uma parada brusca e o Doutor diz que eles caíram fora do vórtex temporal e que ela morreu. Ele teme que eles estejam presos no vazio, mas Mickey abre a porta, descobrindo que a TARDIS pousou em Londres, porém em uma Terra paralela. O Doutor encontra uma pequena célula de energia na TARDIS ainda em funcionamento e a energiza com um pouco de sua própria força vital. No entanto, como é necessário tempo para que a célula recarregue, eles decidem explorar o mundo alternativo. Rose fica chocada ao ver um outdoor com a imagem de seu pai, Jake Tyler, porém o Doutor avisa para ela não procurá-lo, pois ele não é seu verdadeiro pai. Mickey decide ir embora sozinho e tentar encontrar sua avó, que em seu universo está morta. O Doutor e Rose descobrem que a maior parte da população da cidade usa dispositivos EarPod, que fornecem informação diretamente no cérebro do usuário.
Enquanto isso, o presidente das Indústrias Cybus, John Lumic, tenta e não consegue obter a aprovação do presidente da nação para pôr em prática seu plano de melhorar a humanidade, colocando os seus cérebros em um exoesqueleto de metal. Lumic chama Pete Tyler e diz que vai a festa que ele está dando para sua mulher, Jackie. Sem ninguém mais saber, Lumic já realizou seus experimentos, usando moradores de rua e transformando-os em ciborgues. Cybus está sendo investigada por um grupo conhecido com "os Pregadores", que recebe secretamente informações de Pete Tyler sobre a tecnologia de Lumic. Jake Simmonds, um dos Pregadores, testemunha um grupo de moradores de rua sendo levado para testes e vai em busca de ajuda, porém no ele encontra Mickey na casa de sua avó, e confunde-o com o seu homólogo paralelo, Rickey. Na base dos Pregadores, Mickey e Rickey se encontram, e após uma desconfiança inicial, eles se juntam para invadir a festa de Pete naquela noite.
Rose e o Doutor também decidem investigar a festa e com trajes de serventes entram na casa de Pete e Jackie, descobrindo que eles não tem filhos e estão próximos do divórcio. Ao tentar conversar com Jackie sobre o assunto, ela é repreendida por exceder os limites de sua privacidade. De repente, a festa é interrompida pelos Cybermen, que invadem a casa e cercam os convidados. Lumic chama o presidente, que também está na festa, e diz que ele irá avançar com seus planos e que toda a humanidade será atualizada. Ele informa que a atualização é obrigatória e que, qualquer um que se recusar, será "deletado". O presidente se recusa a ser atualizado e é morto por um Cyberman, então os convidados entram e pânico, e os Cybermen começam a matá-los. O Doutor, Rose e Pete conseguem escapar e fora da mansão encontram os Pregadores. Eles tentam disparar contra os Cybermen com fuzis automáticos, mas as balas não causam nenhum dano, e logo eles ficam cercados. O Doutor diz que eles se rendem e que estão se voluntariando para a atualização, mas os Cybermen dizem que eles são incompatíveis e serão eliminados. O episódio termina com os Cybermen avançando sobre eles.

## Exibição e recepção
O episódio foi exibido pela primeira vez em 13 de maio de 2006 pelo canal BBC One quando foi assistido por 9,2 milhões de pessoas, o que levou Doctor Who a ser o sexto programa com mais telespectadores da semana. "Rise of Cybermen" obteve um índice de aprovação de 86% por parte do público.
Escrevendo para o Digital Spy, Dek Hogan fez uma crítica positiva, descrevendo o novo design dos Cybermen como "impressionante, não só parecendo fantástico, mas sendo genuinamente assustador ao mesmo tempo." Ele elogiou particularmente o modo como a história "vincula a nossa obsessão em atualizar tudo" e o fato de Noel Clarke ter feito mais do que o habitual. Ahsan Haque da IGN disse que "Rise of the Cybermen" conseguiu "proporcionar uma história original e envolvente" direcionada na relação entre os personagens, elogiando principalmente o foco em Rose e Mickey, além ter apreciado bastante o "retorno triunfal" dos Cybermen.